# Карнавал (балет)
Тема Карнавала дает широкий простор для творческой фантазии авторов. Поэтому в балете постановки с таким названием ставились неоднократно.

## Ранние постановки
Один из первых известных балетов на музыку Жан-Батиста Люлли поставлен в 1668 или 1675 году.

## Балет М. Фокина
Основная статья Карнавал (Фокин) 
В 1834—1835 годах Р. Шуман написал цикл фортепьянных пьес «Карнавал», программные названия которых намекали на некоторый сюжет. С музыкой Шумана связано наибольшее число балетных постановок.
- Музыка Шумана была оркестрована группой русских композиторов (Н. А. Римский-Корсаков и другие) в 1902 году. Она исполнялась на благотворительных концертах в Петербурге дважды, в 1902 и 1908 году, в сопровождении танцев, но о танцевальной части этих представлений ничего не известно.
- Одноактный балет-пантомима на эту же музыку 20 февраля 1910 был впервые поставлен М. Фокиным силами артистов Мариинского театра для благотворительного бала в Петербурге в зале, принадлежащем А. Павловой. Хотя балет видело не очень много людей, постановка сразу была оценена как выдающаяся. Права постановки у Фокина практически сразу закупили С. Дягилев для «Русских Сезонов» и Мариинский театр. Кроме того М. Фокин вспоминал, что права постановки у него закупили театры Стокгольма, Копенгагена, Буэнос-Айреса и многих частных антреприз. Таким образом постановка Фокина послужила основой для многих балетных спектаклей по всему миру. Русские Сезоны впервые показали спектакль в театральной постановке 20 мая 1910 в Берлине и 4 июня 1910 в Париже. Постановка на сцене Мариинского театра была осуществлена 6 февраля 1911. Сам М. Фокин восстановил спектакль в 1940 году в Нью-Йорке на сцене «Балле Тиэтр».
- Известно ещё две постановки балета, которые заявляют о восстановлении хореографии Фокина. Это постановка Ленинградского театра им. С. М. Кирова, осуществлённая 15.12.1962 К. М. Сергеевым и её восстановление С. Г. Вихаревым, на сцене Мариинского театра в 2008 году. По постановке К. М. Сергеева в 1986 году был создан телевизионный фильм балет.

## Другие постановки на музыку Р. Шумана
Некоторые постановки балета «Карнавал», используя музыку Шумана, значительно отличаются от постановки М. Фокина.
- «Карнавал» — поставленная 7 мая 1924 в Большом театре В. А. Рябцевым балетная сюита использует собственное либретто, написанное балетмейстером, использованы декорации Коровина[1], дирижёр Ю. Ф. Файер, исполнители — Гельцер, Л. М. Банк, Е. М. Адамович, И. В. Смольцов, В. А. Чудинов и др.

- «Карнавал» — балет, поставленный 3 марта 1946 в Московском музыкальном театре балетмейстером В. П. Бурмейстером, сценарий его создан балетмейстером совместно с Ю. К. Чапковским. Оформил спектакль Б. И. Волков, дирижировал В. А. Эдельман. Партии исполняли Коломбина — М. С. Сорокина, Мечтатель — А. А. Клейн, Пьеро — А. Г. Крупенина, Арлекин — А. М. Соболь, Панталоне — И. В. Курилов. 30 декабря 1964, спектакль был возобновлён тем же балетмейстером и дирижёром. Оформление А. Ф. Лушин. Партии исполнили Коломбина — В. Т. Бовт, Арлекин — А. Н. Домашёв, Мечтатель А. В. Чичинадзе, Пьеро — Ю. Б. Шерлинг, Панталоне — Ю. Д. Трепыхалин.

- Имеется ещё ряд постановок балета на музыку Шумана:
  - В 1926 году балет поставил М. М. Мордкин для своей гастролирующей труппы («Балет Мордкина»)
  - Балет исполнялся в Лондоне, где, в разное время, в нём танцевали Надя Нерина и Мойра Шерер
  - 1942 год, Лейпцигская опера, балетмейстер Т. Гзовская
  - 1945 год, Латвийский театр оперы и балета балетмейстер А. Озолиньш
  - После 1945 года, Венская народная опера, балетмейстер 3. Ханка
  - 1954 год, Театр «Эстония» балетмейстер С. Отс
  - 1957 год, Чехословацкий Национальный театр, балетмейстер Мирослав Кура

## Балеты на музыку других композиторов
- Балет Горского. В Большом театре Москвы в 8 декабря 1913 года главный балетмейстер А. А. Горский с начинающими балетмейстерами: В. Д. Тихомировым и М. М. Мордкиным, поставили балет Карнавал на сборную музыку композиторов К. Сен-Санса, А. К. Глазунова, А. Г. Рубинштейна, Л. Делиба, Р. Е. Дриго, И. Брамса, А. Ю. Симона. По своему стилю это был балет-дивертисмент, состоящий из отденых номеров. Оформил балет К. А. Коровин, дирижировал А. Ф. Арендс. Номера исполняли Е. В. Гельцер, М. П. Фроман, В. А. Каралли, В. В. Свобода, Л. А. Жуков, Л. А. Лащилин и др.

- «Балет на музыку Василенко» — 20 ноября 1928 году балетмейстер Жуков[2] поставил балет Карнавал на музыку С. Н. Василенко, по сценарию А. А. Арапов[уточнить]. Использовались декорации К .А. Коровина, дирижировал Файер; исполнители — И. М. Вронская, М. Н. Горшкова, А. Г. Джалилова, Н. В. Короткова, Т. П. Никитина, Л. Н. Подрезкова, Т. С. Ткаченко, Т. Я. Фрешкоп, А. И. Шелепина, А. А. Александров, М. М. Габович, А. М. Мессерер, В. И. Цаплин.